# Sion Wenban
Sion Longley Wenban (født 9. marts 1848 i Cincinnati, død 20. april 1897 i München) var en amerikansk maler og raderer.
Efter en studietid i New York tog han 1879 til München til videre uddannelse. Her udviklede han sig til en særpræget og betydelig landskabskunstner både i malerier (olie, akvarel, pastel), kultegninger og raderinger (over 200, mest på zink), hvoraf Münchens Radererforening og Pan udgav adskillige. Han blev størst som peintre graveur, i originalraderingen. Men anerkendelsen kom først til ham efter hans død.